# Lali (Trommel)

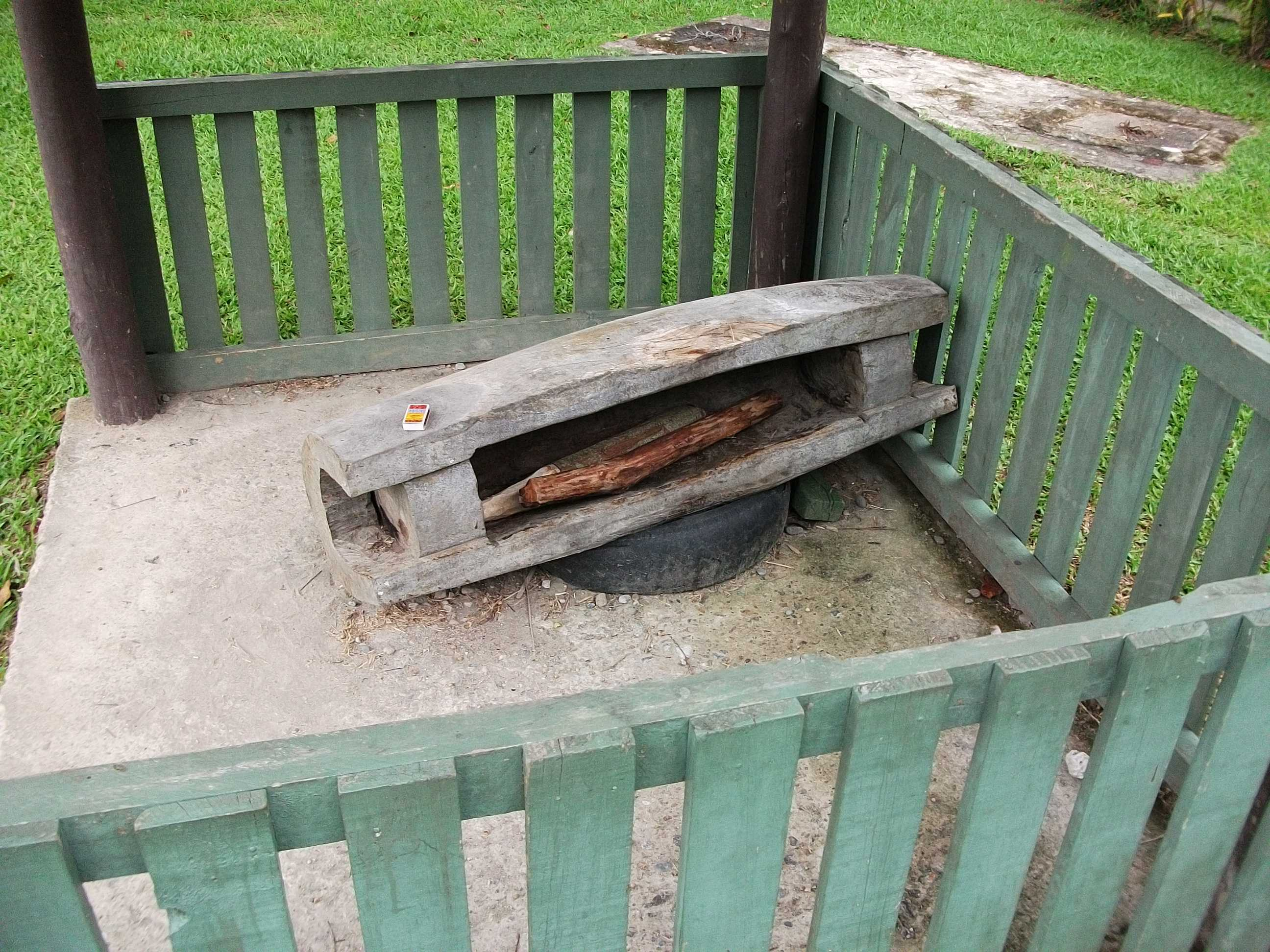
Lali aus Fidschi

Die lali ist ein aus einem Stammholz gefertigtes Schlagidiophon, entsprechend ihrer Form eine zu den Hohlschlitztrommeln gezählte Trogtrommel, die auf den Fidschi-Inseln und benachbarten Inseln im westlichen Polynesien in mehreren Varianten vorkommt und die je nach Größe als Signalinstrument oder zur Tanzbegleitung geschlagen wird.
Mit der über zwei Meter langen lali wird zum Kirchgottesdienst gerufen. Die kleinere, tragbare lali ne meke dient zur Gesangs- und Tanzbegleitung, ihre Öffnung wird zur Resonanzverstärkung gegen die Brust gehalten. Nach Form und Verwendung entspricht sie der lali faiva auf Tonga. Auf Samoa ist lali mit einem Meter Länge die mittelgroße von mehreren Schlitztrommeln. 

## Form und Funktion
Die lali ist verwandt mit den Hohlschlitztrommeln der Maori in Neuseeland und Völkern in Polynesien. Traditionell war die lali ein wichtiges Objekt der Kultur von Fidschi, benutzt als Kommunikationsinstrument zur Ankündigung von Geburten, Todesfällen und Krieg. Eine kleinere Form, die lali ni meke, wird zum Musizieren benutzt. Die lali wird heute benutzt, um Leute zusammenzurufen, z. B. zum Gottesdienst. Als Folklore-Instrument dient sie zur Unterhaltung der Gäste in Hotels. Die lali wird gespielt mit den Händen oder mit Stöcken (i uaua), die aus weicherem Holz bestehen, um das Instrument nicht zu beschädigen. Früher wurde die lali mit einem größeren und einem kleineren Stock gespielt.
Lali werden traditionell hergestellt aus Hartholz-Stämmen. Tragbare Kriegstrommeln (lali ni valou) hatten zwei oder drei Resonanzkammern und konnten komplexe Klänge erzeugen.
Häufig wurden lali als Paar unterschiedlich großer Instrumente gespielt. Große lali werden oft von zwei Trommlern gespielt, die sich im Rhythmus unterscheiden.

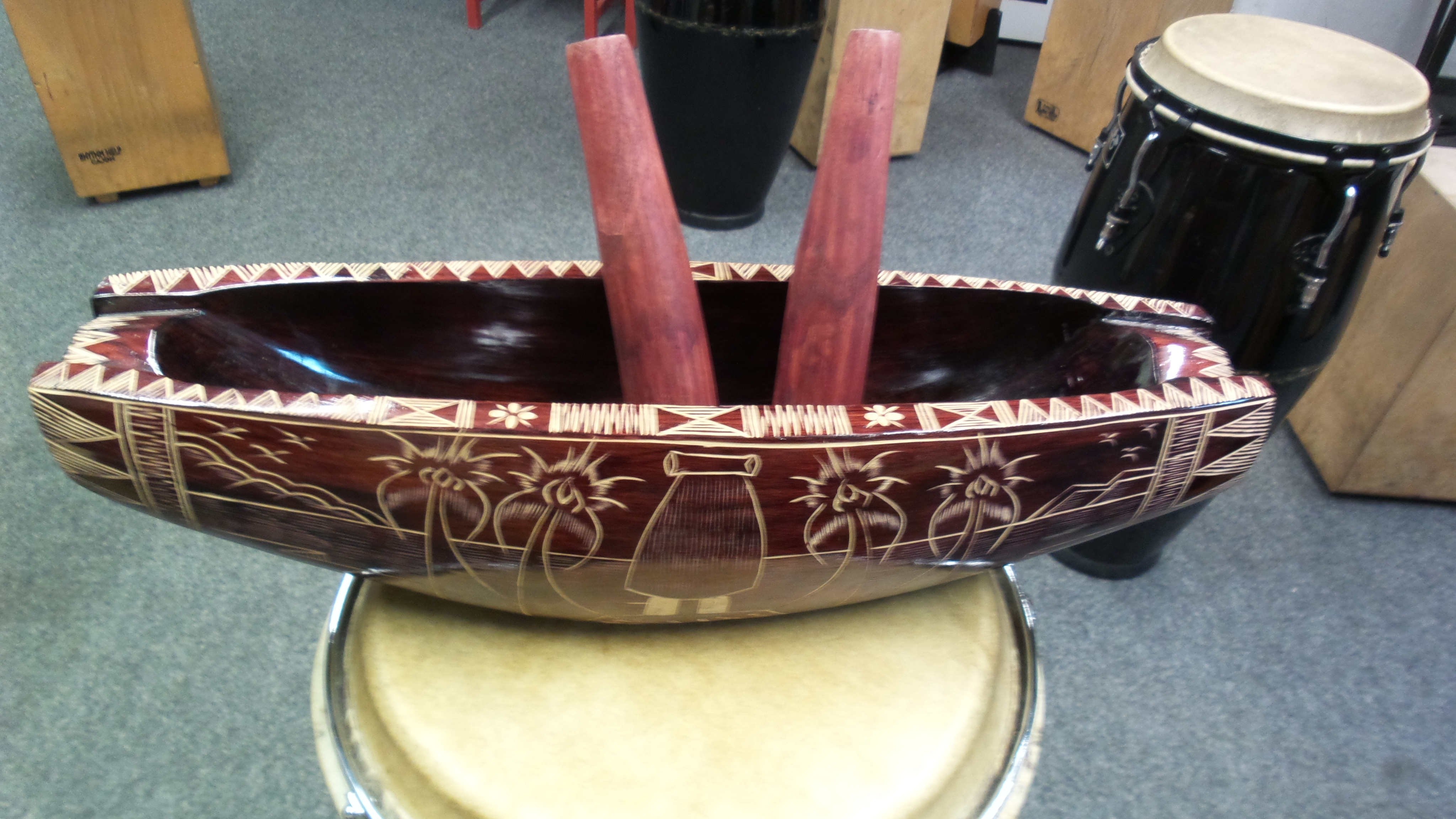
Lali. Trogtrommel von den Fidschi-Inseln.
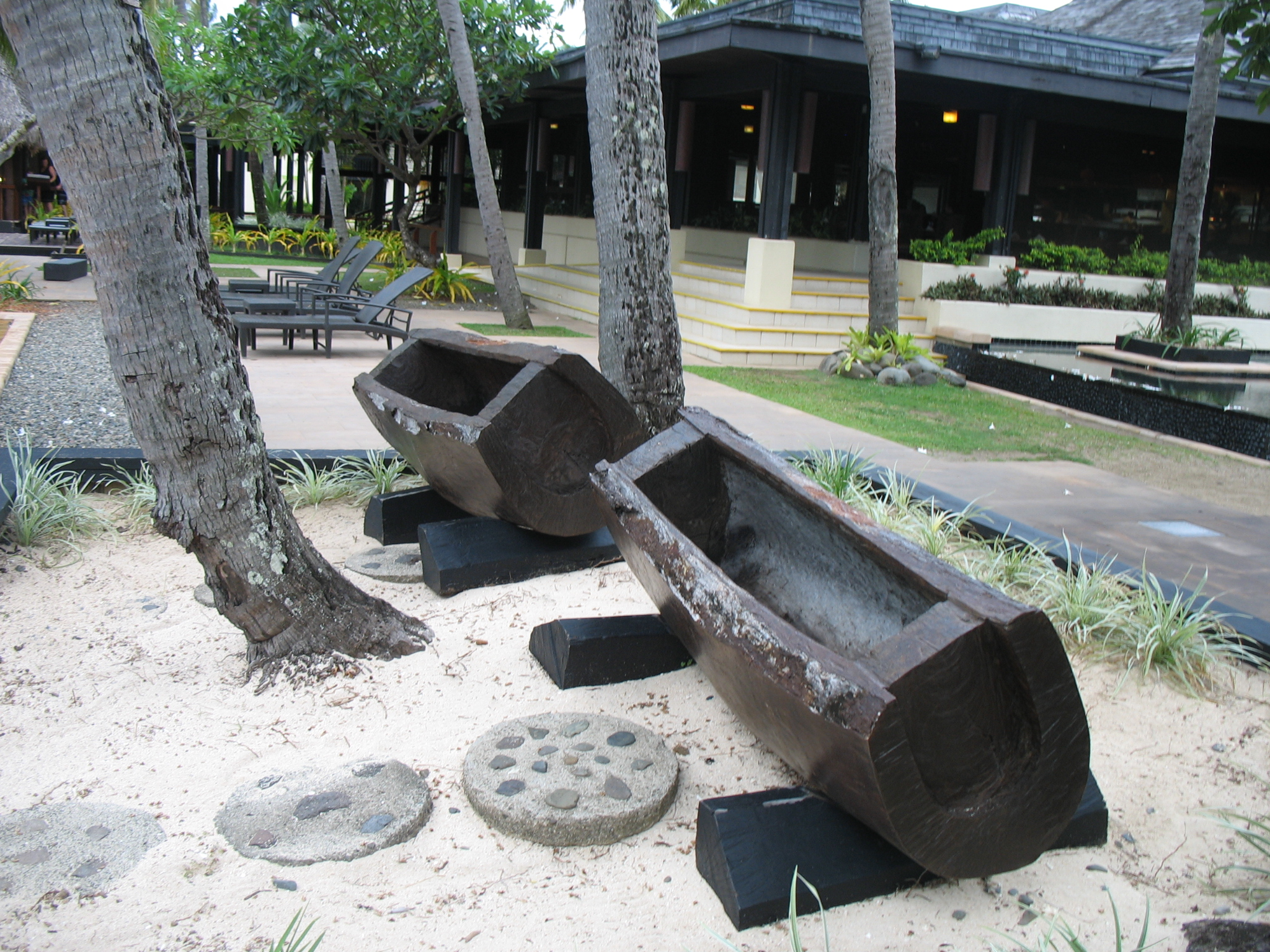
Lali im Westin Hotel Resort, Denarau, Nadi.
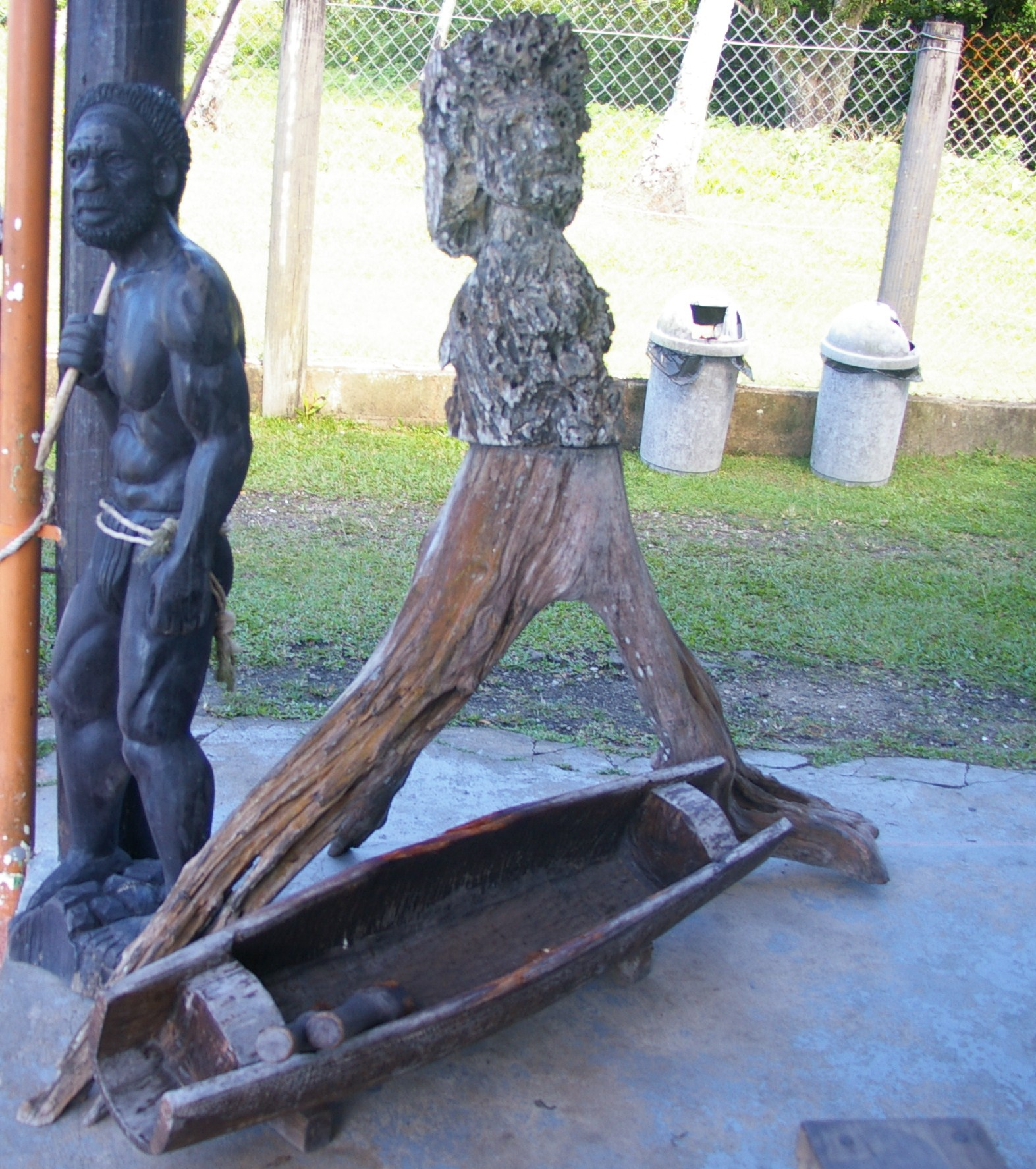
Lali vor einem Geschäft in Vatukarasa village, Fidschi.
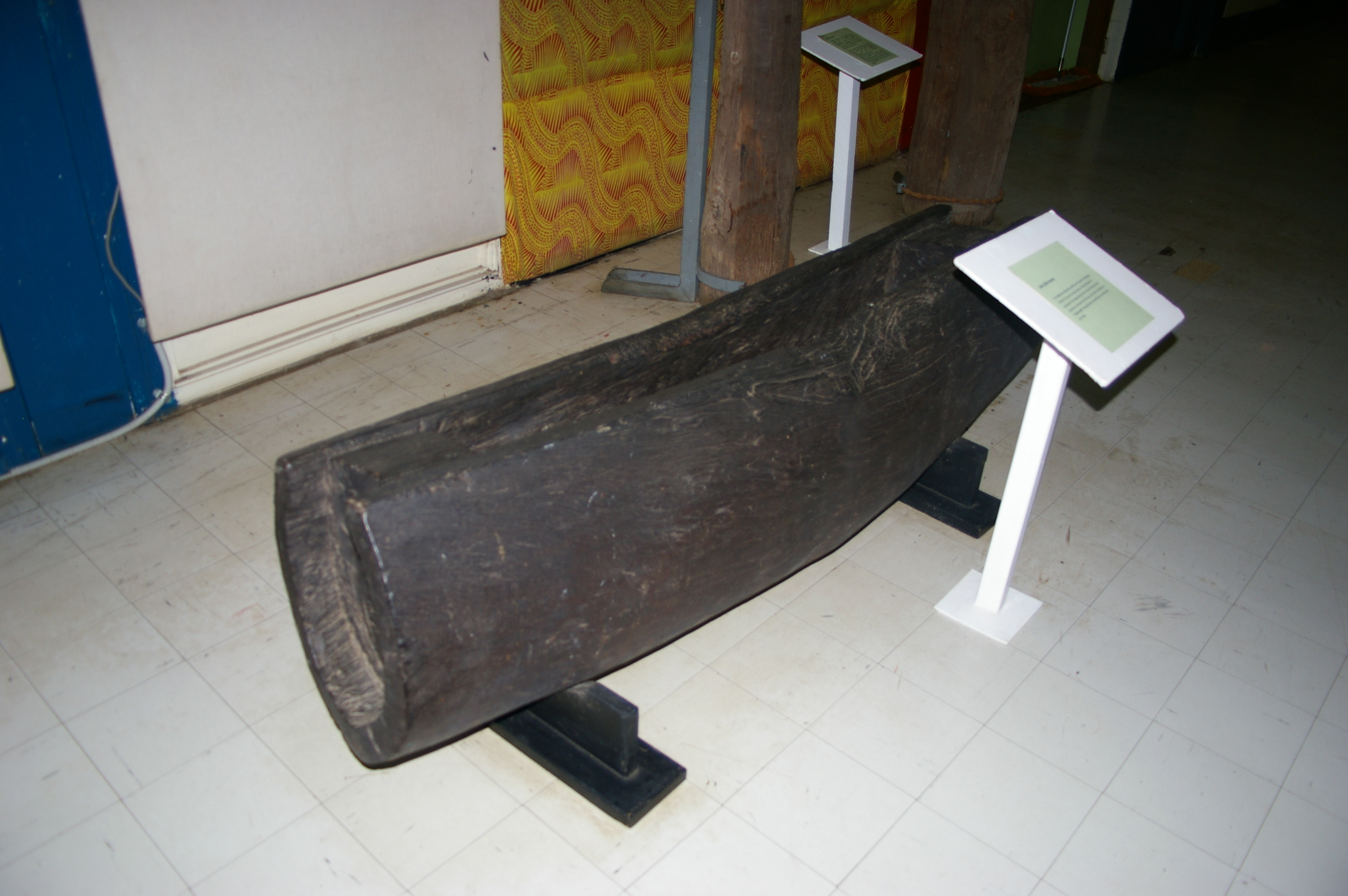
Lali im Fidschi Museum, Suva. Früher benutzt von der Wesleyan Methodist Church.